# あなたのメロディー
『あなたのメロディー』は、NHK総合テレビで1963年3月23日から1985年3月21日まで放送された、視聴者参加型の音楽番組である。初回からカラー放送。音声は当初から長い間モノラル放送だったが、1981年1月4日及び同年3月1日からはステレオ放送となっている。

## 概要
この番組では、視聴者からオリジナル曲（基本は作詞・作曲）を譜面にて公募し、応募曲の中で優れたものを毎週5曲ほどプロの歌手による歌唱で発表し、その中から1曲、アンコール曲（週間の優秀曲）を決定した。
さらに、アンコール曲を6曲集めて月間大会を行っていた。この月間大会で6曲からさらに1曲または2曲に絞られたものが、年1回、毎年3月の年度末、概ね春分の日・放送記念日の直近の日曜日（例外あり）にNHKホールで公開生放送（または収録）にて開催される栄えある年間コンテスト（いわゆるグランドチャンピオン大会。極初期は「NHK賞決定大会」と言っていた）に進み、そこで年間優秀作品（最優秀曲：1曲と優秀曲：2曲程度）が決定されるというものであった。
例年、この年間コンテストにおいて、上位に入賞した曲についてはほぼレコード化される傾向にあった。また、この番組から誕生し、後に『みんなのうた』や『おかあさんといっしょ』で放送された楽曲もある。
この番組から北島三郎の代表作となった「与作」や、トワ・エ・モワの「空よ」、青江三奈の「盛岡ブルース」、八代亜紀の「海猫」、テクノ・ポップへの大胆なアレンジが話題を呼んだ「コンピューターおばあちゃん」、童謡の定番として歌われている「おへそ」などの曲が誕生した。

## 番組の終焉
アマチュア音楽家が作曲をすることが珍しかった番組開始当初は応募曲が少なかったものの、回を追うごとに応募曲が増えて、番組の最終年度である1984年度には約3万5000曲と膨大な数になったことにより、物理的に審査（作曲家の弦哲也らが担当）の手が回らなくなった。
このため、1985年3月21日をもって番組が終了。最終回は「1984年度年間コンテスト＋最終回記念ステージ“空よ”」を放送し、22年の歴史に幕を閉じた。

## 年間優秀作品コンテストの放送日
| 年度     | 放送日                | 備考 |
| -------- | --------------------- | --- |
| 1963年度 | 放送日不明            | |
| 1964年度 | 1965年2月13、20、27日 | 3週連続で放送「NHK音楽祭第2回新作歌謡まつり」 |
| 1965年度 | 1966年3月20日         | 「NHK賞決定大会」 |
| 1966年度 | 1967年3月19日         | |
| 1967年度 | 1968年3月24日         | |
| 1969年度 | 1970年3月22日         | |
| 1970年度 | 1971年3月21日         | |
| 1971年度 | 1972年3月19日         | |
| 1972年度 | 1973年3月18日         | |
| 1973年度 | 1974年3月24日         | |
| 1974年度 | 1975年3月23日         | |
| 1975年度 | 1976年3月21日         | |
| 1976年度 | 1977年3月20日         | |
| 1977年度 | 1978年3月19日         | |
| 1978年度 | 1979年3月18日         | |
| 1979年度 | 1980年3月23日         | |
| 1980年度 | 1981年3月22日         | |
| 1981年度 | 1982年3月22日         | この日は月曜日だが、春分の日の振り替え休日のため祝日特番扱いで生放送された |
| 1982年度 | 1983年3月20日         | |
| 1983年度 | 1984年3月18日         | |
| 1984年度 | 1985年3月21日         | この日は木曜日だが、春分の日の祝日特番扱いとして、2部構成で放送。第1部が1984年度年間優秀作品コンテスト（チャンピオン大会）、第2部が最終回記念行事「空よ - 22年間の思い出とともに - 」 |

## 番組から誕生した主な楽曲
- 1972年頃まで
  - 「はだしの少年」作詞：金井勝、作曲：小林義和、歌：克美しげる（1967年6月5日発売、シングル。昭和42年度年間最優秀作品賞受賞）
  - 「心機一転」作詞・作曲：三木あき子、歌：水前寺清子（1969年8月10日発売[7]、シングル「赤いトランク」B面曲）
  - 「ジュリエット・バラード」作詞：長谷川正人、作曲：多久友史、歌：ザ・キングトーンズ（1969年9月15日発売のLP『愛のノクターン』収録[7]）
  - 「この手のひらいっぱいに」作詞・作曲：氏家祐見子、歌：森山良子（1969年9月25日発売のLP『カレッジ・フォーク・アルバムNO.2』収録[7]）
  - 「私のジョニー」作詞・作曲： 難波寛臣、歌：竹越ひろ子（1969年10月1日発売、シングル[7]）
  - 「あんな娘がいいな」作詞・作曲：水本方治、歌：ダークダックス（1969年11月20日発売、シングル）　
  - 「おへそ」作詞・作曲：佐々木美子、歌：斉藤浩子、ロイヤル・ナイツ（1970年2月発売、シングル。『おかあさんといっしょ』でも放送）
  - 「空よ」作詞・作曲：難波寛臣、歌：トワ・エ・モワ（1970年3月25日発売、シングル）
  - 「愛の泉」作詞・作曲：渡部隆巳、歌：トワ・エ・モワ（1971年6月5日発売、シングル）
  - 「お嫁に行くんだね」作詞・作曲：林保明、歌：水原弘（1972年3月5日発売、シングル）
  - 「それ行け3組」作詞：桑嶋賢二、作曲：中村秀子、歌：西六郷少年少女合唱団（1972年発売。『みんなのうた』でも放送）
  - 「算数チャチャチャ」作詞・作曲：山口和義、歌：ペギー葉山（『みんなのうた』でも放送）
  - 「でごいち」作詞・作曲：平出賢文（1973年発売）

- 1973年度
  - 「デンデン虫のデン子さん」作詞・作曲：橋本美和子（『みんなのうた』でも放送）
  - 「ひげなしゴゲジャバル」作詞・作曲：菊地之枝（『みんなのうた』でも放送）

- 1974年頃
  - 「あなたの足音」作詞・作曲：前川勲、歌：佐良直美（1975年発売）

- 1975年頃
  - 「チョット見のいい女」作詞・作曲：紫牟田健二、歌：泉ピン子（1976年発売）

- 1976年度
  - 年間最優秀曲 - 「海の賛歌」作詞・作曲：近藤誠宏
  - 年間優秀曲 - 「わたしは「とうふ」です」作詞・作曲：藤井政重（1977年発売。『みんなのうた』でも放送）

- 1977年頃
  - 「与作」作詞・作曲：七澤公典、歌：弦哲也（1978年発売、レコードでは北島三郎らとの競作）
  - 「嫁っこは、いねえか」作詞・作曲：佐々木善則、歌：はしだのりひこ（1978年発売）

- 1978年頃
  - 年間最優秀曲 - 「盛岡ブルース」作詞・作曲：つのかけ芳克、歌：青江三奈（1979年発売）

- 1979年度
  - 年間最優秀曲 - 「ブルー・スカイ・イン・マイ・ハート」作詞・作曲：斉藤幸彦、歌：尾崎紀世彦（1980年発売、編曲：信田かずお）
  - 「三の宮ブルース」作詞・作曲：福本茂、歌：森雄二とサザンクロス（1980年発売）

- 1980年度
  - 「コンピューターおばあちゃん」作詞・作曲：伊藤良一（『みんなのうた』でも放送）

- 1981年度
  - 「海猫」作詞：高橋直人、作曲：小林学、歌：八代亜紀（1982年発売）

- 1982年度
  - 年間優秀曲 - 「パープルミステリー」作詞・作曲：川越進、歌：石川ひとみ（1983年発売、編曲：松任谷正隆）

- 1983年度
  - 年間優秀曲 -  「星のウェディングベル」作詞・作曲：鈴木良正、編曲：ミッキー吉野、歌：ゴダイゴ (未発売)

- 1984年度
  - 年間最優秀曲 - 「中洲・那珂川・涙街」作詞・曲：小野正則、編曲：小田啓義、歌：青江三奈（1985年発売）
  - 年間優秀曲 - 「八方美人にお手上げさ」作詞・曲：武田学、編曲：芹澤廣明、歌：チェッカーズ（未発売）

- 調査中
  - 「まあだだよ」作詞・作曲：持田治男、佐々木道明（『みんなのうた』でも放送）
  - 「ともだち」作詞：清水純一、作曲：清水孝一（『みんなのうた』でも放送）

## 関連アルバム
- 菅原洋一『NHKあなたのメロディーより〜菅原洋一こころの歌集』（1969年11月5日発売[7]）

## 放送時間
- 1963年3月 - 1965年3月：土曜 19:30 - 19:59
- 1965年4月 - 1969年3月：日曜 10:00 - 10:40
- 1969年4月 - 1970年3月：日曜 10:00 - 10:35
- 1970年4月 - 1985年3月：日曜 11:00 - 11:35

## 司会者
☆-放送時NHKアナウンサー（東京・放送センター所属）
- 初代：長谷川肇☆（1963年4月 - 1965年3月）
- 2代：平岩毅☆（1965年4月 - 1968年3月）
- 3代：伊藤鑛二☆（1968年4月 - 1972年3月）
- 4代：奥村浩之（1972年4月 - 1974年3月）
- 5代：小堀信夫（1974年4月 - 1976年3月）
- 6代：谷啓（1976年4月 - 1977年3月）
- 7代：神津善行（1977年4月 - 1984年3月）
- 8代：山本浩☆・五十嵐麻利江（1984年4月 - 1985年3月）

## 審査員
この番組の審査員は、単に応募作品の審査だけでなくその作品の改良点につき指摘・忠言を行う役割を担っていたことから、「アドバイザー」とも呼ばれていた。
- 高木東六（番組開始当初の審査員）
- 服部正（同上）
- 荻昌弘
- 岩城宏之
- 山本直純
- 宮川泰
- 湯川れい子[8]
- 吉原幸子
- 石本美由起
- 星野哲郎
- 遠藤実
- 船村徹
- 山口洋子
- 小林亜星
- 平尾昌晃
- 鈴木淳
- なかにし礼
- 鈴木邦彦
- 曽根幸明
- 小室等
- 荒木とよひさ（番組終了当時の審査員）

ほか

## 映像の現存状況
NHKに公式に残されているのは「年間優秀作品コンテスト」（1978年度、1981～1984年度）の計6本と、1981年1月4日の特集番組（番組初のステレオ放送）1本だけである。その後、かつて当番組に出場した視聴者から、1968年放送分、1977年放送分、1982年10月放送分、本田路津子から自身が出演した1975年2月9日放送分の映像が提供された。
視聴者参加番組であったため出場した視聴者が家庭で録画している可能性があり、NHKは提供を呼びかけている。